# Yervant
Yervant, auch Yervand sowie in der dt. Transkription Jerwand (armenisch Երուանդ, reformiert Երվանդ), ist ein armenischer männlicher Vorname.

## Namensträger

### Osmanische Zeit
- Yervant Odian (1869–1926), armenischer Satiriker
- Yervant Hagopi Voskan (Osgan Efendi; 1855–1914), osmanischer Maler, Bildhauer und Dozent armenischer Abstammung

### Vorname
- Yervant Balcı (* 1944), türkischer Fußballtorhüter armenischer Abstammung
- Jerwand Kotschar (1899–1979), armenischer Maler und Bildhauer
- Yervand Krbashyan (* 1971), armenischer Fußballspieler und -trainer